# Distretto di Shangjie
Il distretto di Shangjie (上街区S, ShàngjiēP) è un distretto della Cina, situato nella provincia di Henan e amministrato dalla prefettura di Zhengzhou.